# Broken Bow (Oklahoma)
Broken Bow è un comune degli Stati Uniti d'America, situato in Oklahoma, nella contea di McCurtain.